# 阿拉贡联盟

阿拉贡联盟标志

阿拉贡联盟（缩写为）是西班牙阿拉贡自治区的一个受生态社会主义与和平主义思想影响的政党。该党成立于1986年6月29日，总部位于萨拉戈萨。该党主张建立联邦制国家，为阿拉贡争取更多的财政资源，保护环境和埃布罗河谷地的水资源，并推动阿拉贡语的使用。目前，该党是西班牙全国性选举联盟“汇总”的成员。